# Musculus rectus capitis posterior major
De musculus rectus capitis posterior major of grote achterste rechte hoofdspier is een nekspier die loopt van het doornuitsteeksel van de tweede halswervel (processus spinosus axis) naar de linea nuchae inferior van het achterhoofdsbeen. De spier heeft als functie om het hoofd achterover te trekken en het hoofd te draaien naar de zijde van de spier. De spier wordt geïnnerveerd door de nervus suboccipitalis.